# Абдрашитов Шаміль Мунасипович
Шаміль Мунасипович Абдрашитов (19 травня 1921 — 4 травня 1944)  — радянський військовий льотчик, Герой Радянського Союзу (1944, посмертно).

## Життєпис
Народився 19 травня 1921 року в Оренбурзі у сім'ї робітника. Татарин. Закінчив 7 класів і аероклуб. Працював мотористом в авіамайстернях.
В 1939 році по путівці комсомолу направлений в Оренбурзьке військове авіаційне училище льотчиків. Закінчивши його у грудні 1941 року, служив в авіаційних частинах на Далекому Сході.
з квітня 1943 року на фронтах німецько-радянської війни. Заступник командира ескадрильї 402-го винищувального полку (265-а винищувальна авіаційна дивізія, 3-й винищувальний авіаційний корпус, 8-а повітряна армія, 4-й Український фронт) лейтенант Абрашитов до лютого 1944 року здійснив 155 бойових вильотів, провів 17 повітряних боїв, особисто збив 12 літаків противника.
4 травня 1944 року під час штурмовки ворожого аеродрому на мисі Херсонес (півд. Севастополя) загинув.

## Вшанування пам'яті та нагороди
2 серпня 1944 року Шамілю Абдрашитову посмертно присвоєно звання Героя Радянського Союзу.
Нагороджений також:
- орденом Леніна
- орденом Червоного Прапора
- орденом Олександра Невського
- орденом Вітчизняної війни 1 ступеня
- орденом Червоної Зірки

Ім'ям Шаміля Абдрашитова була названа одна з вулиць Оренбургу.